# Buluan
Buluan é um município de  quarta classe de renda municipal (d) na província Maguindanao do Sul, nas Filipinas. De acordo com o censo de 1 de maio  de  2020 possui uma população de 57 406 pessoas e 8 847 domicílios.